# On Growth and Form
On Growth and Form (en français Forme et Croissance) est un livre du mathématicien et biologiste écossais D'Arcy Wentworth Thompson (1860-1948). Le livre compte 793 pages dans sa première édition de 1917, et 1 116 pages dans la deuxième édition de 1942.

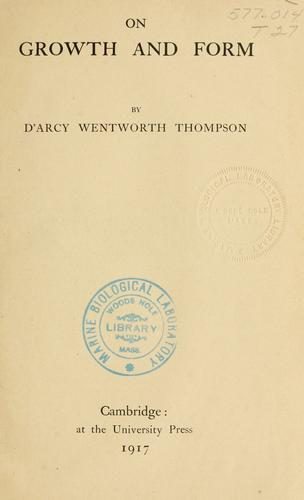
Page de titre de la première édition de 1917.

Le livre aborde de nombreux sujets, dont les effets d'échelle sur la forme des animaux et des plantes (les grands organismes sont nécessairement relativement trapus), la comparaison des effets de la tension superficielle dans la forme des bulles de savon et de structures similaires telles que les cellules, la spirale logarithmique observée dans les coquilles de mollusques et les cornes des ruminants, l'arrangement des feuilles et autres parties de la plante (phyllotaxie) et la théorie de Thompson relative aux transformations, expliquant les changements dans la forme des crânes d'animaux et d'autres structures sur une grille cartésienne.

## Vue d'ensemble

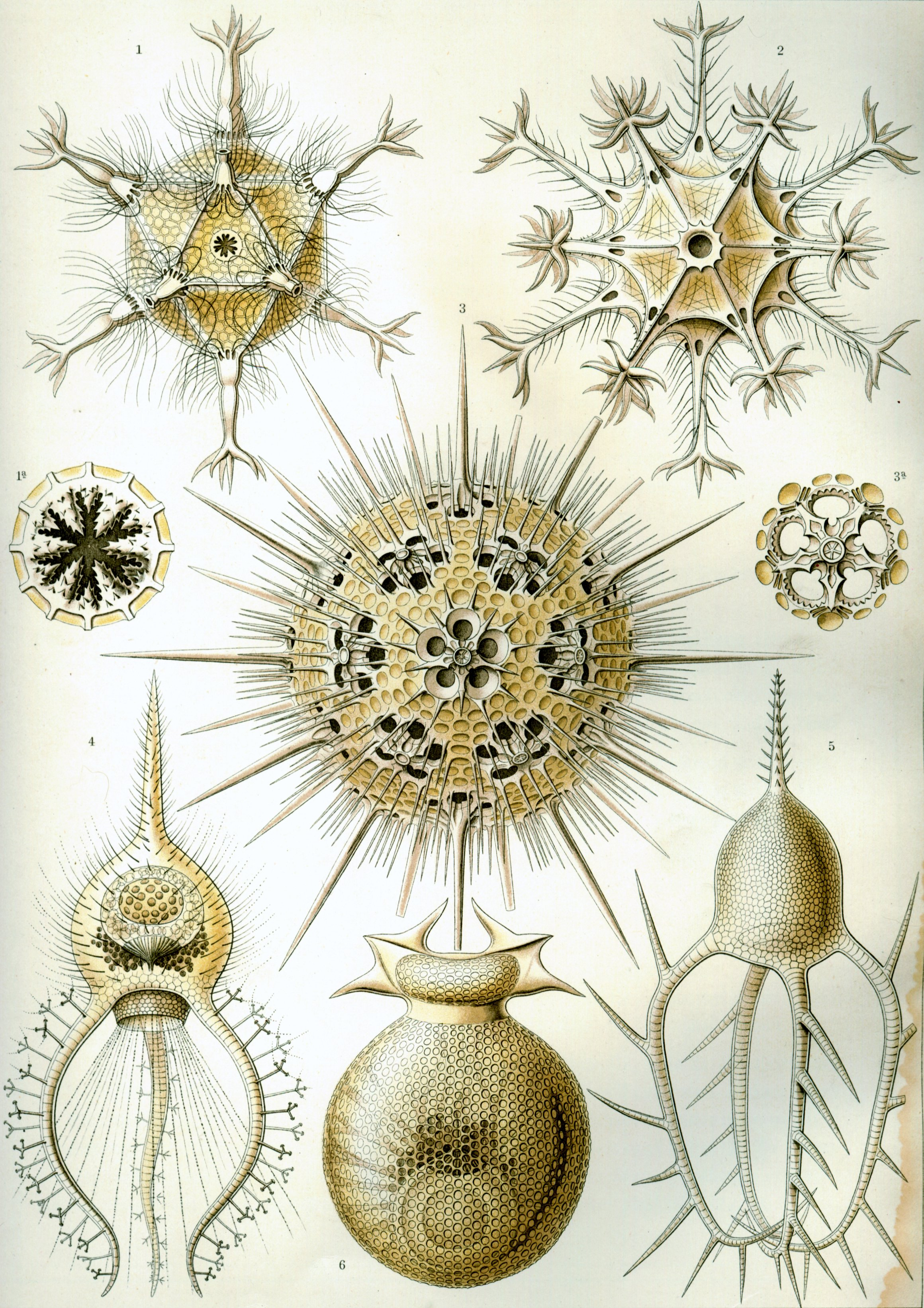
Thompson analyse les formes polyédriques des Radiolaria décrites pendant l'expédition du Challenger, par Ernst Haeckel, 1904.

On Growth and Form, l’œuvre la plus célèbre de D'Arcy Wentworth Thompson, a été écrite à Dundee, principalement en 1915. Sa publication a été retardée jusqu'en 1917 en raison de l'éclatement de la Première Guerre mondiale et des nombreuses modifications que D'Arcy Thompson apporta au texte avant publication définitive. Le thème central du livre est que les biologistes ont eu tort de trop insister sur l'évolution en tant que déterminant fondamental de la forme et de la structure des organismes vivants, et d'avoir sous-estimé le rôle des lois de la physique et de la mécanique. À une époque où le vitalisme était encore considéré comme une théorie biologique, il a plaidé pour le structuralisme comme une alternative à la sélection naturelle pour la détermination de la forme des organismes vivants, ne laissant au vitalisme que le moindre rôle de force vitale invisible.
Thompson avait déjà critiqué le darwinisme dans un article intitulé Some Difficulties of Darwinism. On Growth and Form explique en détail pourquoi il croyait que le darwinisme propose une mauvaise explication de l'origine de nouvelles espèces. Il ne rejette pas la sélection naturelle, mais la considère comme secondaire comparée aux influences physiques sur la forme biologique.
À l'aide de nombreux exemples, Thompson a souligné les corrélations existant entre les formes biologiques et certains phénomènes mécaniques. Il a montré la similitude des formes de la méduse et les formes des gouttes de liquide tombant dans un fluide visqueux, et entre l'agencement des structures de soutien à l'intérieur des os creux d'oiseaux et l'assemblage en treillis bien connu des ingénieurs. Il a mis en évidence la relation entre la phyllotaxie (l’ordre dans lequel sont implantés les feuilles ou les rameaux sur la tige d’une plante) et la suite de Fibonacci.
La partie la plus célèbre de l'ouvrage est probablement le chapitre 17, La comparaison de formes connexes, dans lequel Thompson a étudié comment les différences entre formes apparentées chez les animaux pouvaient se déduire de transformations mathématiques, s'inspirant en cela des travaux précurseurs du graveur allemand Albrecht Dürer (1471-1528).
Le livre est plus descriptif qu'expérimental : Thompson n'a pas exprimé son point de vue sous forme d'hypothèses pouvant être testées. Il était conscient de cela, et affirmait : « Mon livre n'a guère besoin de préface en ce sens qu'il est entièrement “une préface”, de la première à la dernière page. »

## Éditions
La première édition est parue en 1917 (793 pages) et publiée par Cambridge University Press. La deuxième édition, parue en 1942, compte 1 116 pages et comporte de nouveaux chapitres, mais n'a pas modifié de façon significative la thèse de Thompson. Depuis, l'ouvrage a été réimprimé de nombreuses fois, en particulier en 1943, 1944, 1945, 1948, 1951, 1952, 1959, 1961, 1963, 1966, 1967, 1968, 1969, 1971, 1972, 1973, 1977, 1979, 1980, 1981, 1983, 1984, 1986, 1987, 1988, 1990, 1992, 1994, 1995, 1997, 1999, 2000, 2003, 2004, 2006, 2007, 2008, 2009, 2010, 2011 et 2014. Il a donc été imprimé et réédité en continu depuis la Seconde Guerre mondiale. Le livre a été traduit en allemand, en espagnol, en français et en grec. L'édition de 1961 est une version abrégée de 346 pages due à John Tyler Bonner et qui présente l'essence de la théorie de Thompson.
L'édition française est la traduction de la version abrégée de John Tyler Bonner. L'édition complète et révisée de 1942 de 1 116 pages n'est actuellement pas traduite en français.

## Critique
Ce travail a été largement plébiscité par les biologistes, les anthropologues et les architectes entre autres. Mais Peter Medawar remarque que l'ouvrage est plus souvent cité que lu et explique que bien qu'il fût pionnier dans l'utilisation des mathématiques en biologie et aida à vaincre les idées mystiques du vitalisme, le livre est affaibli par l'incapacité de Thompson à comprendre le rôle de l'évolution dans l'élaboration des structures vivantes. Philip Ball pour sa part soupçonne que, bien que Thompson ait toujours recherché les mécanismes physiques sous-jacents dans la genèse des formes du vivant, son rejet de la sélection naturelle confine au vitalisme.